# Bahnbetriebswerk Hamburg-Eidelstedt

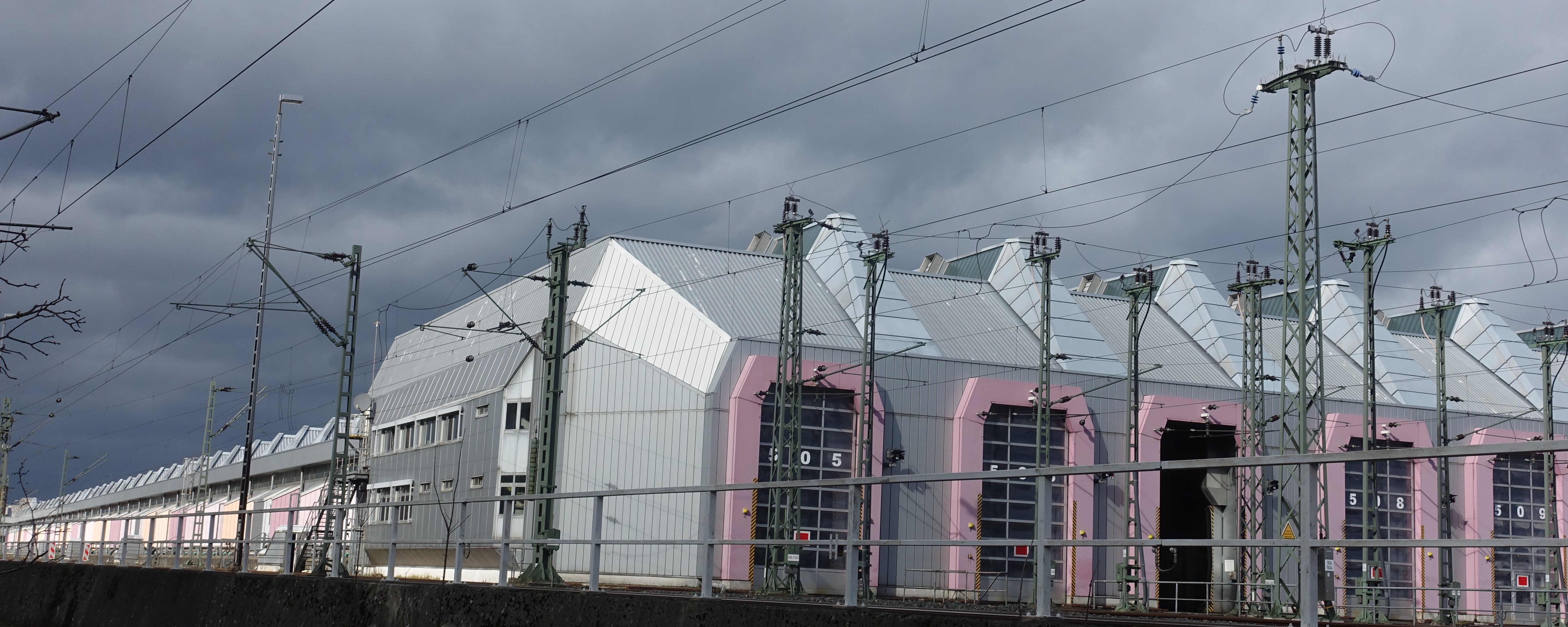
ICE-Bahnbetriebswerk Hamburg-Eidelstedt von der Seite (2019)

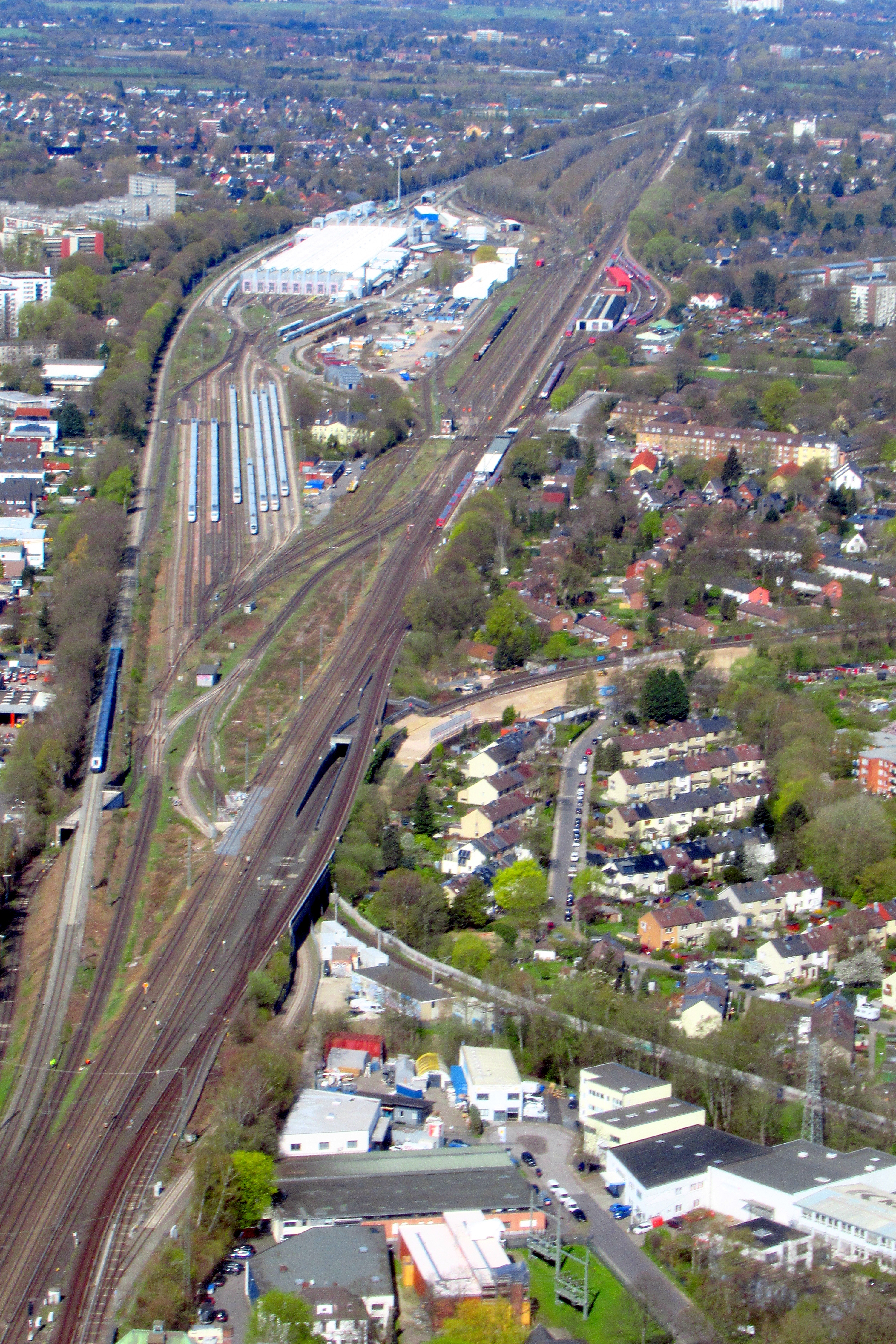
Luftaufnahme (2023) des ICE-Bahnbetriebswerks Hamburg-Eidelstedt

Das Bahnbetriebswerk Hamburg-Eidelstedt (kurz: AE) war ursprünglich ein Bahnbetriebswerk für Güterzuglokomotiven am Rangierbahnhof in Hamburg-Eidelstedt und ist mit diesem 1922 erbaut worden. Ein Ringlokschuppen aus dieser Zeit ist noch in Betrieb. Nach der 1977 erfolgten Inbetriebnahme des Rangierbahnhofs Maschen war geplant, es aufzugeben, weil jedoch für ICE-Triebzüge ein Bahnbetriebswerk benötigt wurde, wurde es erweitert.
Dazu wurde der Ringlokschuppen zur Aufnahme der Lokomotiven und Triebwagen des Fernverkehrs hergerichtet, da das Bahnbetriebswerk Hamburg-Altona 1982 aufgegeben worden war. Das Betriebswerk beheimatet alle 145 Lokomotiven der Baureihe 101, Triebfahrzeuge, die insbesondere im Fernverkehr eingesetzt werden, die 59 Triebzüge des ICE 1 sowie bis Ende 2017 die Einheiten des dieselelektrischen ICE TD.
Das Werk ist Leitwerk für die Instandhaltung des ICE 1 und des ICE 4. Alle Instandhaltungsstufen an den 100 geplanten ICE-4-Triebzügen sollen dort abgearbeitet werden. Bis Ende 2020 sollen 60 Millionen Euro in die Modernisierung investiert werden. Der Neubau einer entsprechenden Halle wurde im April 2020 genehmigt.

## Geschichte
In der Vorplanung für ein neu zu errichtendes ICE-Betriebswerk wurden als Standorte München und Hamburg diskutiert. Im April 1987 beschloss der Vorstand der damaligen Deutschen Bundesbahn das für den ICE-Betrieb notwendige Betriebswerk in Hamburg zu errichten. Der Grundstein wurde am 20. Oktober 1988 unter Anwesenheit von 1000 Eidelstedter Bürgern gelegt. Das Richtfest wurde am 27. September 1989 gefeiert.
Zusammen mit dem Werk wurde eine Außenreinigungsanlage errichtet, die von den Zügen mit eigener Kraft durchfahren wird. Die geplanten Baukosten beliefen sich auf etwa 200 Millionen D-Mark; etwa 12 Millionen D-Mark waren für Maßnahmen des Umweltschutzes eingeplant worden. Für die Steuerung von Weichen und Signalen im Außenbereich der neuen Anlagen wurde darüber hinaus eines der ersten Serien-Elektronischen Stellwerke in Deutschland errichtet.
Die Hamburgische Architektenkammer zeichnete das ICE-Betriebswerk als Bauwerk des Jahres 1990 aus.
Mit 401 005 erreichte Ende April 1990 erstmals ein ICE-1-Triebkopf das Werk. Er wurde für Anpassungsarbeiten der neuen Wartungshalle verwendet. Die offizielle Inbetriebnahme erfolgte am 22. September 1990. Ende 1990 wurde der Probebetrieb auf zwei von acht Gleisen aufgenommen. Insgesamt wurden 300 Millionen D-Mark (Preisstand: vor 1991) investiert. Zur Eröffnung arbeiteten 730 Menschen in dem Werk, darunter 410 Reinigungskräfte, 130 Metallfacharbeiter, 150 Mitarbeiter für die Datenverarbeitungs-Technik der Züge sowie 40 Ingenieure und Führungskräfte. Die Neubauhalle wurde nach dem Stand der Technik mit Unterflurdrehbank und Luftkissenfahrzeugen für den Drehgestelltausch ausgestattet.
2016 arbeiteten rund 480 Mitarbeiter in dem Werk. Zur Aufnahme des ICE-Betriebs war für die Züge der ersten ICE-Linie in einer planmäßigen Wendezeit am Bahnhof Hamburg-Altona von 109 Minuten ein einstündiger Aufenthalt im Bahnbetriebswerk Hamburg-Eidelstedt vorgesehen. Um die nach rund 2000 Fahrkilometern notwendigen Kontrollen in der vorgegebenen Zeit zu schaffen, wurde ein neues Wartungskonzept für den ICE entwickelt.

## ICE-Wartung

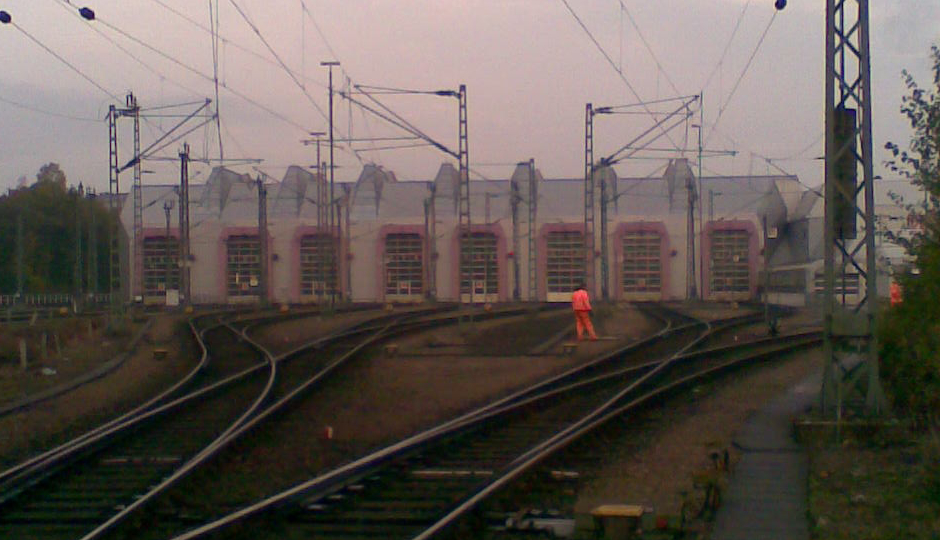
ICE-Bahnbetriebswerk (Südseite)

In der 430 Meter langen, 65 Meter breiten und beidseitig an das Gleisnetz angeschlossenen ICE-Halle können bis zu acht ICE-Vollzüge mit bis zu zwei Triebköpfen und 14 Wagen gleichzeitig gewartet werden. Die Halle gliedert sich dabei in einen 349 Meter langen und 59 Meter breiten Bereich für die Behandlung der Mittelwagen sowie die sich an beiden Enden anschließenden je 36,5 Meter langen und 65 Meter breiten Bereiche für die Triebköpfe.
Das ICE-Betriebswerk wurde auf dem Gelände des ehemaligen Rangierbahnhofs Hamburg-Eidelstedt errichtet und liegt rund 8 km vom Bahnhof Hamburg-Altona entfernt.
Die Wartung findet dabei auf drei Arbeitsebenen statt:
- 2,40 Meter unter den auf Stahlstützen liegenden Schienen werden Unterflurarbeiten erledigt. Einzelne Drehgestelle können an 56 Gleisbrücken aus dem stehenden Zug entnommen werden. Mittels Luftkissenfahrzeugen ist ein Austausch binnen zehn Minuten möglich.
- Auf der mittleren Ebene, 3,60 Meter über dem Hallenboden, findet die Versorgung der Wagen und Entsorgung von Abfällen und Abwässern statt.
- Von der dritten Arbeitsebene, 6,20 Meter über dem Boden bzw. 3,80 Meter über den Gleisen, erfolgt die Wartung der Stromabnehmer und weiterer Einrichtungen auf dem Dach der Züge. Im Bereich der beiden Triebköpfe ist die Oberleitung auf je 28 Meter langen Brückenträgen gelagert und kann bei Bedarf herausgehoben werden.

Bis zu 70 Mitarbeiter arbeiten zeitgleich an einem Triebzug.
In der nordwestlichen Zufahrt wurde eine Radsatzdiagnoseanlage installiert. Bei einer Überfahrts-Geschwindigkeit von bis zu 5 km/h können Räder auf Risse und Ausbröckelungen geprüft sowie das Radprofil und der Rundlauf (auch im Hinblick auf Flachstellen) vermessen werden. Darüber hinaus wurde unter anderem eine Unterflur-Radsatz-Drehmaschine eingerichtet, die eine Bearbeitung von Treibradsätzen im eingebauten Zustand ermöglicht.
Im Werk befindet sich eine Außenwaschanlage von 212 Metern Länge. Bei der Reinigung von ICE-1-Zügen schiebt bei der Durchfahrt dabei zuerst der hintere Triebkopf den ansonsten antriebslosen Zug. Nach Durchfahrt des vorderen Kopfes zieht dieser den Zug. Für eine Waschfahrt sind 20 Minuten vorgesehen.
Das Werk wurde mit 16 Kilometern Gleisen und 60 Weichen so dimensioniert, dass eine Wartung aller 41 ICE-1-Züge der ersten Serie erfolgen kann. Mit der Inbetriebnahme der zweiten ICE-1-Serie (19 Triebzüge) wurde ein Teil der kleineren Arbeiten an das neue ICE-Betriebswerk München abgegeben.
Für die Unterhaltung der ICE werden Defekte und Störungsmeldungen per Datenfernübertragung an das Betriebswerk frühzeitig mitgeteilt, so dass bis zum Einrücken in das Werk alle Arbeitsvorbereitungen und Materialbereitstellungen disponiert und vorbereitet werden können, wodurch die Standzeit möglichst gering gehalten wird.
2018 war geplant, 150 neue Mitarbeiter einzustellen, um zukünftig regelmäßig Züge 48 Stunden lang ins Werk holen und wesentlich gründlicher als bislang durcharbeiten zu können.
Im Dezember 2019 beantragte DB Fernverkehr die Planfeststellung für eine Erweiterung des Werks. Am 9. April 2020 genehmigte die Behörde den Neubau einer Leichtbauhalle für den ICE 4 in Eidelstedt.